# Angelo Caroselli
Angelo Caroselli (* 10. Februar 1585 in Rom; † 8. April 1652 ebenda) war ein italienischer Maler.

## Biographie
Angelo Caroselli wurde am 10. Februar 1585 in Rom geboren. Er gehörte zu den Meistern aus dem Umkreis von Michelangelo Merisi da Caravaggio. Neben religiösen Darstellungen schuf er auch Porträts und Genrebilder im Stil des Barocks. Sein Gemälde der Ermordung des Heiligen Wenzel durch dessen Bruder diente als Vorlage für das Mosaik im nördlichen Kreuzarm des Petersdomes. Caroselli war von 1608 bis zu seinem Tod im Jahr 1652 in Rom als Maler aktiv.
Sein Sohn Carlo Caroselli war ebenfalls als Maler tätig.

## Werke (Auswahl)

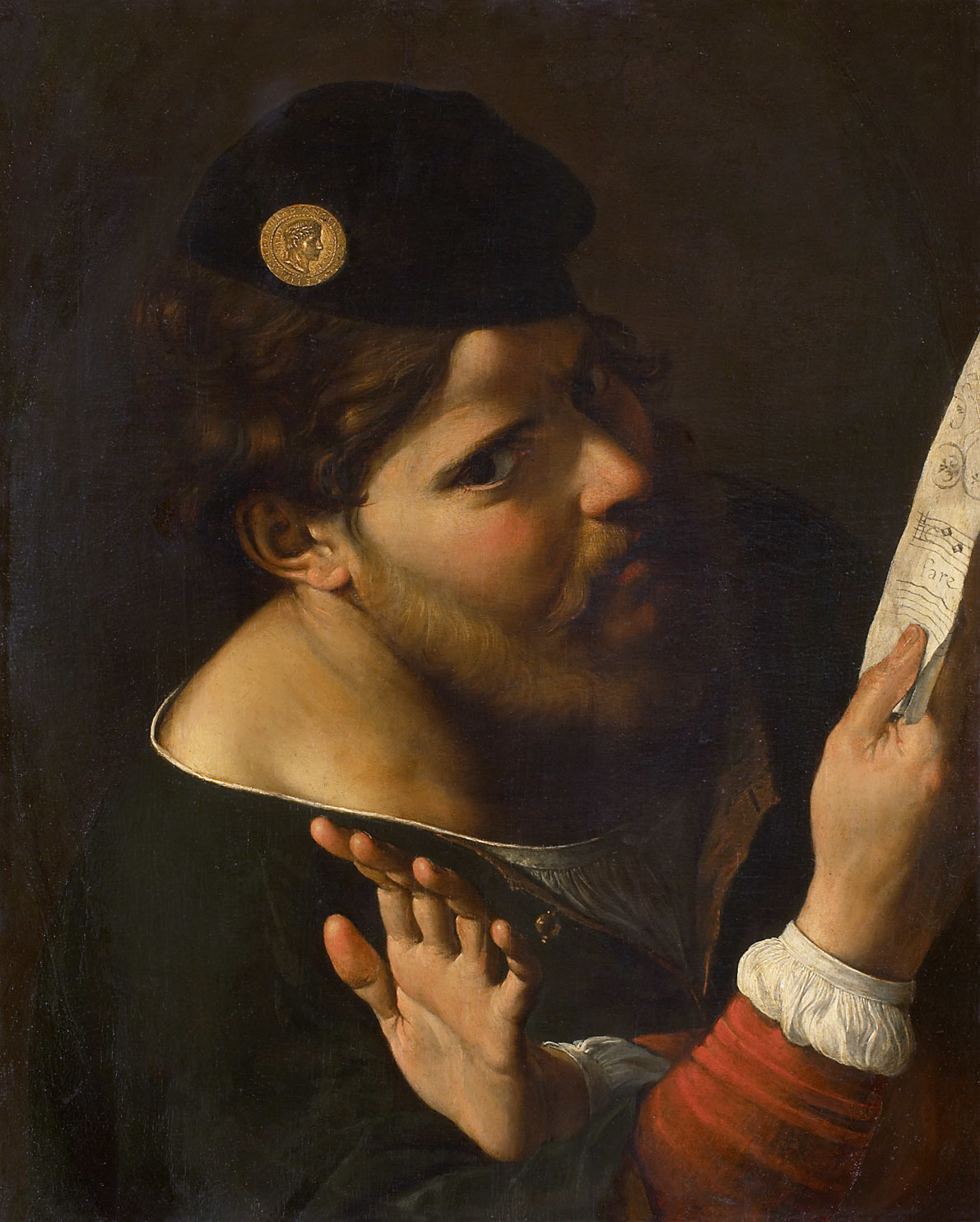
Singender Mann, zwischen 1615 und 1625
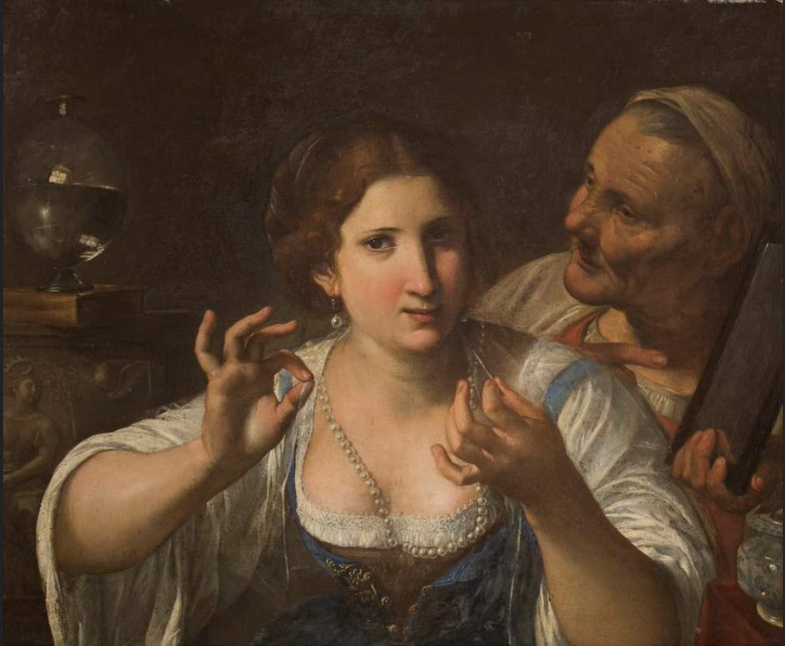
Allegorie der Vanitas, zwischen 1625 und 1630
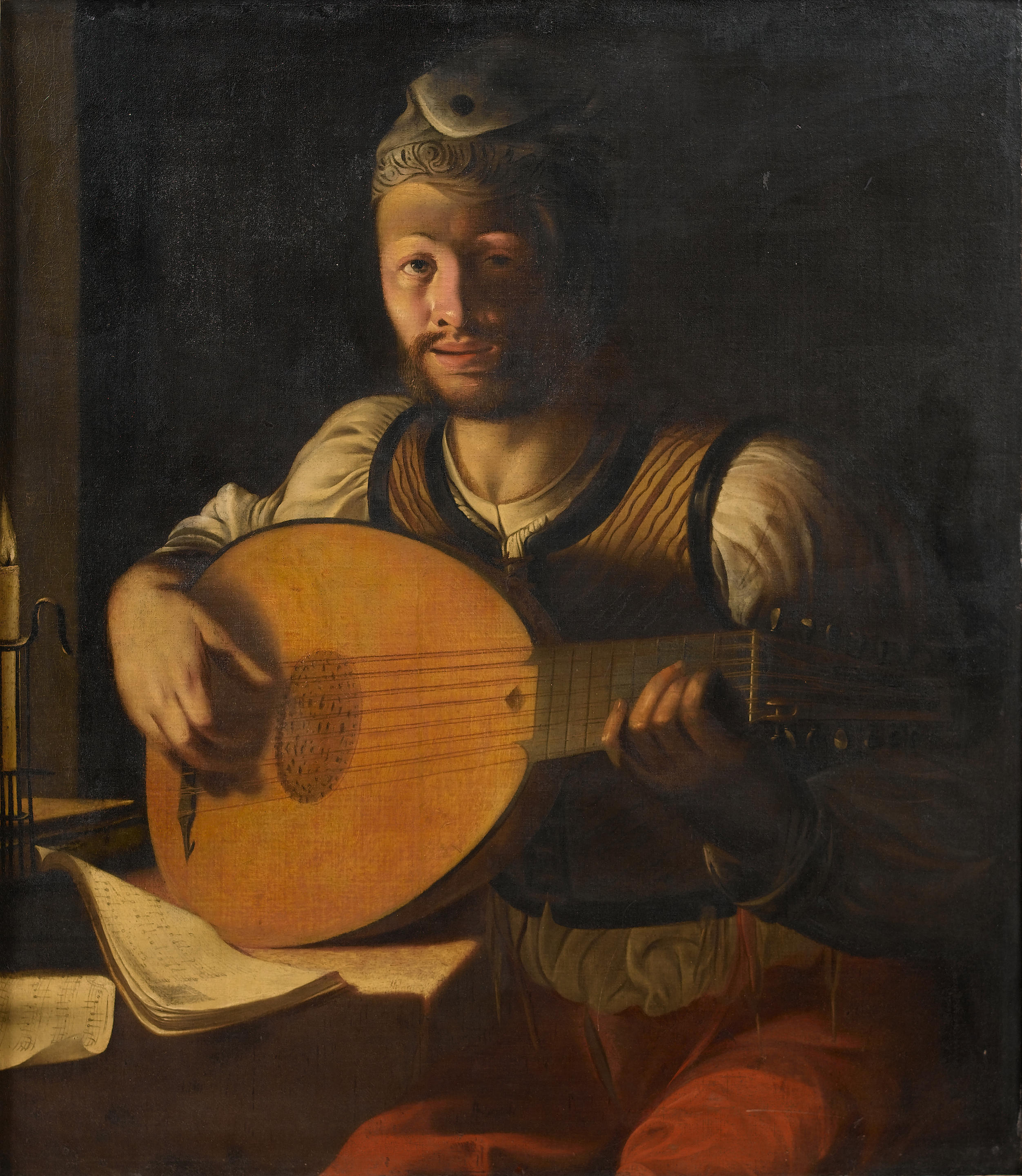
Junger Mann spielt Laute bei Kerzenschein, zwischen 1615 und 1652
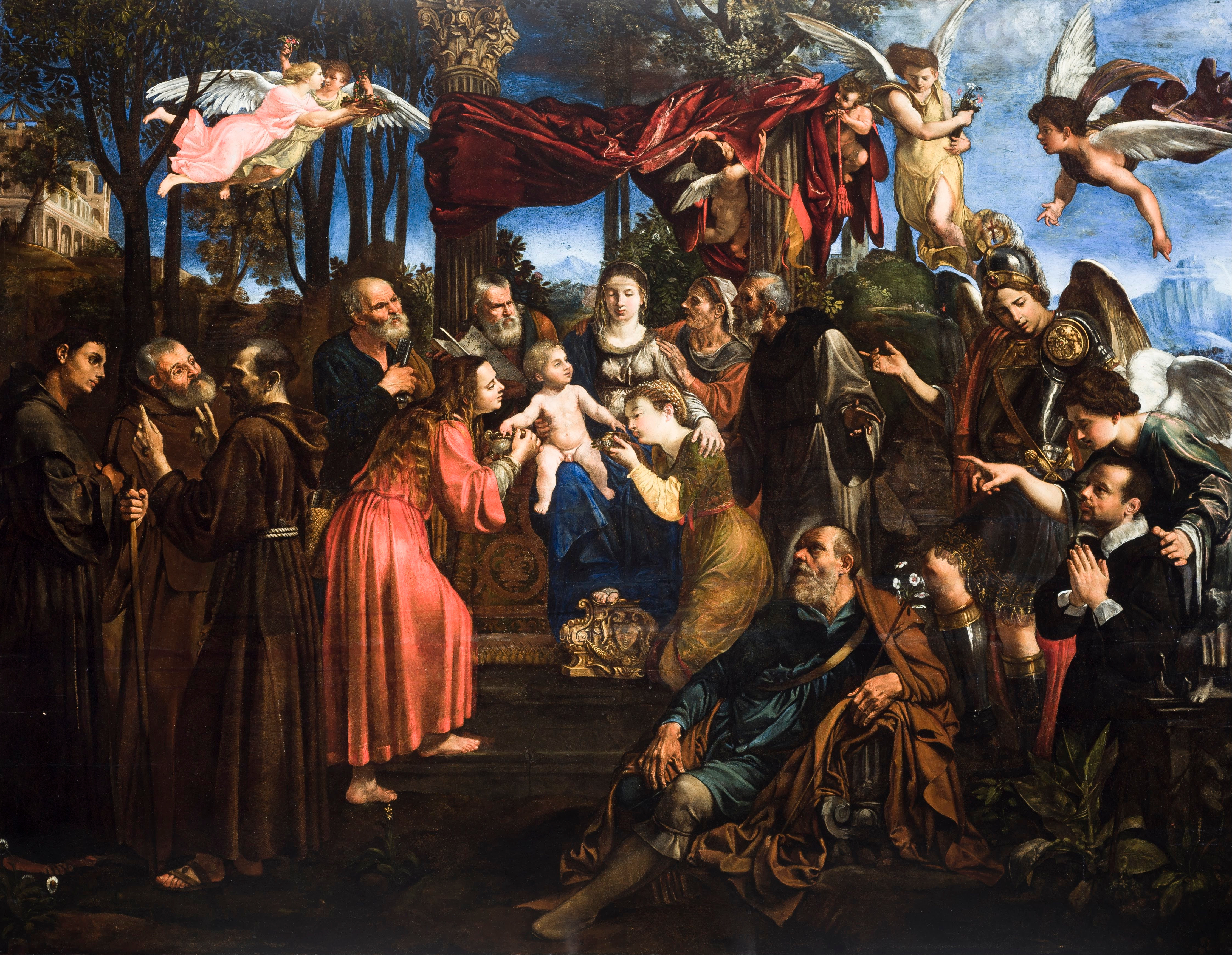
Maria mit Jesus und Heiligen, zwischen 1630 und 1640
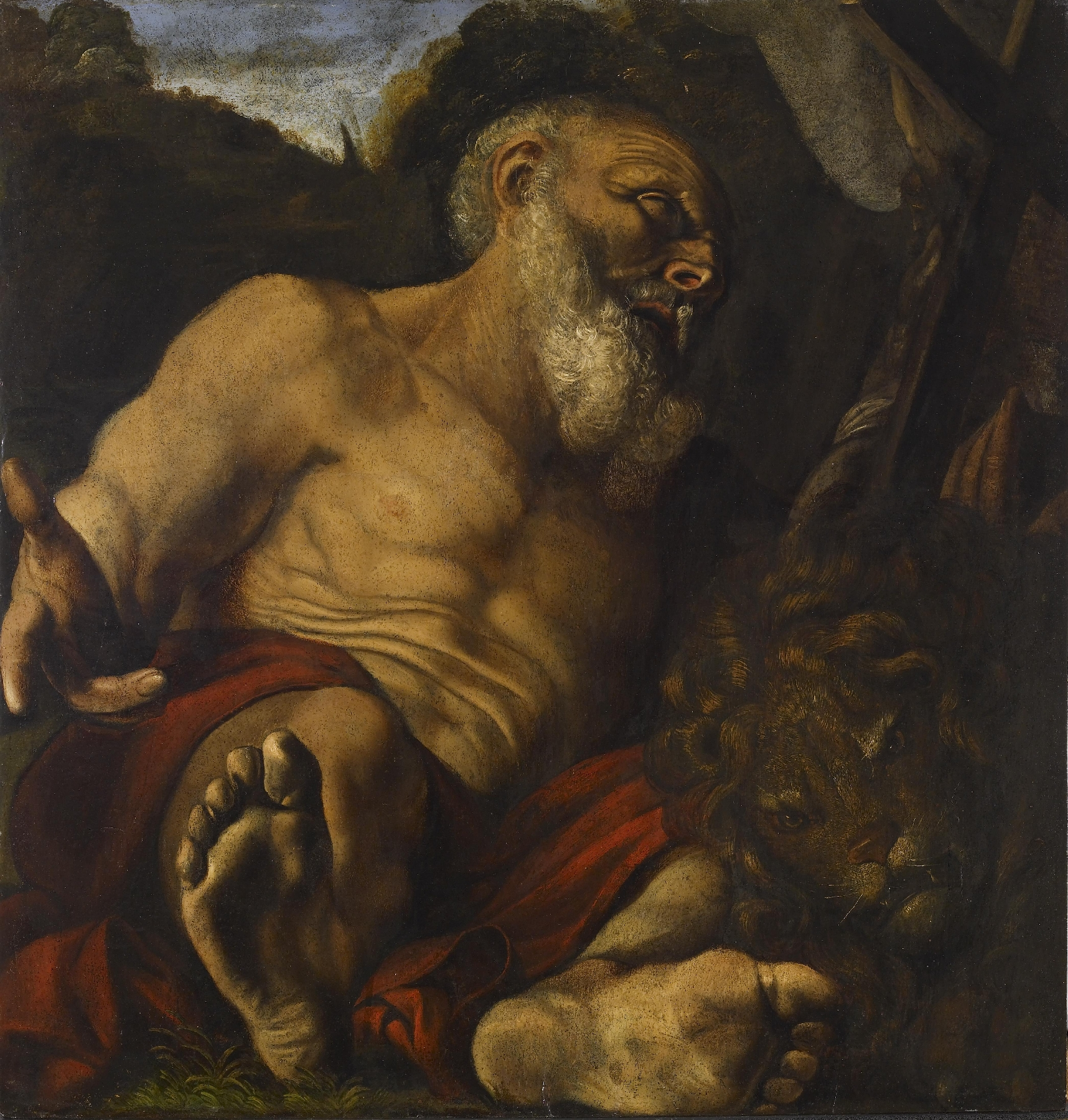
Heiliger Hieronymus, zwischen 1620 und 1630

Carosellis Werke sind unter anderem in der Staatsgalerie Wien und in der Galleria Corsini in Rom ausgestellt.

## Sonstiges
Sein Werk Singender Mann wird oft für ein Selbstbildnis gehalten. Auch wird ihm die Identität des Meisters der Acquavella-Stillleben zugeordnet.